# Свети Јаков (Мали Лошињ)
Свети Јаков је насељено место у саставу града Малог Лошиња у Приморско-горанској жупанији, Република Хрватска.

## Географија
Свети Јаков се налази на острву Лошињу.

## Историја
До територијалне реорганизације у Хрватској насеље се налазило у саставу старе општине Црес-Лошињ.

## Становништво
На попису становништва 2011. године, Свети Јаков је имао 77 становника.